# 民族团结党 (北塞浦路斯)
民族团结党（土耳其語：Ulusal Birlik Partisi，缩写为UBP）是北塞浦路斯的一个民族保守主义政党。它创建于1975年10月11日。除了1994-1996年期间外，该党从成立到2003年选举期间一直执政。
在2009年北塞浦路斯众议院的立法选举中，该党赢得了44%的选票和50个席位中的26个，组成了多数政府。总统候选人、前总理DervişEroğlu在北塞浦路斯总统选举时获得了（2005年4月17日）22.8%的选票。
从2016年到2018年初的选举，该党是民主党少数党政府的高级合作伙伴，其领导人侯赛因·奥兹古尔冈（Huseyin Ozgurgun）担任总理。此前，该党曾是土耳其共和党联合政府中的一个次要合作伙伴，在此之前，该党曾在2013年至2015年期间担任反对党。目前为北塞浦路斯执政党。